# Proprioseiopsis antonellii
Proprioseiopsis antonellii är en spindeldjursart som beskrevs av Congdon 2002. Proprioseiopsis antonellii ingår i släktet Proprioseiopsis och familjen Phytoseiidae. Inga underarter finns listade i Catalogue of Life.